# 무투겐
무투겐(몽골어: ᠮᠡᠷᠭᠡᠨ, 1200년~1221년 9월)은 몽골 제국의 군인이며 칭기즈 칸의 손자이자 차가타이 칸의 장남이다. 후일 차가타이 한국의 칸이 되는 카라 훌레구는 그의 막내(넷째) 아들이다. 또한 다른 아들 이슨 타우루는 바라크의 아버지이자 두아의 할아버지가 된다.
칭기즈 칸과 보르테 카툰의 아들 차가타이의 아들이고, 어머니는 옹기라트부 출신 다이다라이의 딸 예슬룬 카툰이다. 그의 초기 생애에 대해서는 알려진 것이 없다. 그의 아버지 차가타이 칸은 무투겐을 총애했다 한다. 또한 할아버지 칭기즈 칸 역시 그를 총애하였다., 1219년부터 할아버지 칭기즈 칸을 따라 서방 원정에 참여했다. 1221년 호라즘과의 전쟁 때 바미얀 지역 포위 공격 중, 바미얀의 요새에서 누군가 쏜 독화살을 맞고 젊은 나이로 사망하였다.
이로 인해 칭기즈 칸은 매우 분노하여 바미얀 지역을 모두 파괴하고 불태워버렸다고 한다. 라시드 알딘의 집사에 의하면 칭기즈 칸은 바미얀을 '마우스 쿠루칸 (ماءؤوقرقان Māwūquruqān <Ma'u Qorqan)'이라는 이름으로 개칭했다 한다. 마우스는 몽골어로 "나쁜", 쿠루칸는 "요새"의 의미로 "사악한 성" 정도의 뜻이다.